# (3991) Basilevsky
(3991) Basilevsky es un asteroide perteneciente al cinturón de asteroides, descubierto el 26 de septiembre de 1987 por Edward Bowell desde la Estación Anderson Mesa (condado de Coconino, cerca de Flagstaff, Arizona, Estados Unidos).

## Designación y nombre
Designado provisionalmente como 1987 SW3. Fue nombrado Basilevsky en honor al geólogo ruso experto en ciencias planetarias Alexandr Tiĥonoviĉ Bazilevskij.